# Agnes Smidt
Agnes Smidt (født 4. oktober 1874 på Østergaard i Lundsmark, død 18. april 1952 i Erritsø Sogn) var en dansk maler, forstander og foredragsholder.

## Baggrund og uddannelse
Agnes Smidt blev født i Lundsmark syd for Ribe, syd for 1864-grænsen, i en dansksindet landmandsfamilie med tilknytning til det grundtvigske højskolemiljø. Allerede i skolen blev hendes tegnetalent fastslået, og hun sendtes i begyndelsen af 1890'erne for en kort tid til den kunstengagerede Ursula Dahlerup (en) (1840-1925) i Charlottenlund, men måtte først gennem et 9-måneders Askov-ophold inden hun bestemte sig for at blive rigtig kunstner og uddannede sig på Tegne- og Kunstindustriskolen for Kvinder i København, hvor hun med legatstøtte opholdt sig i tre år, med blandt andre Erik Henningsen og Valdemar Irminger som lærere. 1897-98 gik hun på N.V. Dorphs malerskole. Samtidig blev hun undervist i oplæsning sammen med andre unge sønderjyder med det formål at styrke udbredelsen af dansk kultur i Sønderjylland, når de unge vendte hjem til landsdelen.
Efter endt uddannelse flyttede hun 1898 hjem til sine forældre og optrådte med foredrag, sange og oplæsninger, bl.a. i de dansksindedes forsamlingshuse, men med stadig føling med højskolekredsene. Omkring 1901 var hun et års tid i Vendsyssel for at tage sig af sin afdøde søsters spæde datter. Et planlagt ægteskab året efter med en landmand på hjemegnen blev ikke til noget, formodentlig fordi hun hævede forlovelsen. Fra 1902 til 1907 boede hun i København
1902 og 1905 deltog hun i det folkelige forsamlingshusarbejde på hjemegnen, som hun fortsatte med indtil Genforeningen i 1920 kun afbrudt af to Finlands- og én Frankrigsrejse. 1907 flyttede hun til Lundsmark.
Agnes Smidt var et socialt engageret menneske. Under 1. verdenskrig adopterede hun seks forældreløse piger og gav dem en god opvækst. I 1920'erne oprettede hun en slags højskole, der skulle forbindes med praktisk arbejde. Først var det tidligere elever fra Askov, senere arbejdsløse, hvor hun kombinerede grundtvigske skoletanker med praktisk arbejde. Agnes Smidt beskæftigede sig også med velgørenhedsarbejde og var aktiv som maler indtil få år før sin død.

## Hendes kunst
Agnes Smidt udstillede på Charlottenborg Forårsudstilling i 1902 samt 1904-05. I 1904 og 1908 var hun på rejser til Finland og 1907 på et studieophold i Paris. Kort tid før opholdet i Paris var hun dog igen flyttet tilbage til barndomshjemmet, og hun levede herefter i Sønderjylland, hvor hun efter en årrække fik egen bolig. Det var især som portrætmaler, hun blev kendt, men hun malede også landskaber.
De mange portrætter af fremtrædende dansksindede sønderjyder, blev hendes levebrød, mens det kulturelle og sociale arbejde for danskheden var et kald, der gjorde hende kendt i vide kredse. I familiebillederne er der hyppigt en svag drejning af hovedet, men de større præsentationsbilleder er altid malede set forfra, med ansigtet mod beskueren. Brystbilledet ser man hyppigst i barneportrætterne, som røber de ikke alt for sikre hænder, sjældent stående. Alvorsfulde og målbevidste er Agnes Smidts personer. Med åbent visir ser de en i møde, tænksomme og blide, nu og da prægede af de vilkår tilværelsen har budt på, men altid karakterer. Og ofte folk der væsentligt har ydet deres indsats i landets og landsdelens historie.
Uden for Sønderjylland har hendes kunstneriske arbejde næsten været ukendt, idet hun stort set ikke opretholdt forbindelsen med udstillingslivet, bortset fra en separatudstilling 1927 i Ribe og deltagelse på Den sønderjyske Udstilling på Charlottenborg i 1937.
I Vester Vedsted Kirke blev der i 1940 indsat i altertavlen et maleri af hende, der er bygget over fortællingen om Kristus og den blodsottige kvinde. Til Hviding Centralskoles gymnastiksal malede hun i 1940 et stort oliebillede af Kong Skjolds ankomst til Danmark. Efter skolens nedlæggelse i 2001, hænger maleriet nu på Ribe Kunstmuseum.
Fra den 22. marts til 30. august 2020 viste Ribe Kunstmuseum udstillingen "Sønderjyde, kvinde og kunstner". På udstillingen blev der vist 60 værker af Agnes Smidt. Det drejer sig om malerier fra museets samling og fra Brundlund Slot i Aabenraa og Kunstmuseet i Tønder, foruden en række privatejede værker.

## Udstillinger
- Charlottenborg Forårsudstilling 1902 samt 1904-1905
- Ribe Kunstmuseum 1927
- Charlottenborg Den Sønderjyske Udstilling 1937[1]
- "Agnes Smidt. Sønderjydernes maler" på Ribe Kunstmuseum[4]

## Galleri
| - Værker af Agnes Smidt - Johanne Louise Mohr, 1929 - Seminarieforstander Helge Johannes Haahr, 1947 - Marklandskab fra Sønderjylland med udsigt til Gram Kirke, (ukendt dato) |